# Beaver City (Nebraska)
Pour les articles homonymes, voir Beaver City et Beaver.
Beaver City est une ville américaine située dans l'État du Nebraska. Elle est le siège du comté de Furnas.